# 塔伊茲國際機場
塔伊茲國際機場（阿拉伯语：‎）是位於也門塔伊茲的公用機場。

## 航空公司及航點
- 費利克斯航空（穆卡拉、薩那）
- 也門航空（開羅、吉達、薩那）